# KL Tower
La Kuala Lumpur Tower (malese: Menara Kuala Lumpur; cinese: 吉隆坡塔; abbreviato come KL Tower) è una torre sita a Kuala Lumpur in Malaysia.

## Caratteristiche tecniche
La sua costruzione è stata completata il 1º marzo 1995. Viene utilizzata come torre di comunicazione e dispone di un'antenna che raggiunge i 421 metri (1.381 piedi), essa è posta a 54 m s.l.m., è la settima più alta torre indipendente del mondo. Il tetto è posto a 335 metr3°09′10.63″N 101°42′13.71″E

## Accessibilità
La torre possiede una scala e un ascensore, possiede anche un ristorante girevole con una vista panoramica della città.
Si tengono ogni anno gare, in cui i partecipanti salgono correndo per le scale fino alla cima. La torre funge inoltre da osservatorio islamico Falak per osservare la luna crescente, per segnare l'inizio del mese islamico del Ramadan, Syawal, e Zulhijjah, per celebrare mese di digiuno del Ramadan, Hari Raya Aidilfitri e Aidiladha. La torre è il più alto punto di osservazione di Kuala Lumpur, ed è aperto al pubblico.